# Зорьки (Самарская область)
Зо́рьки — посёлок в Елховском районе Самарской области России. Входит в состав сельского поселения Никитинка.

## География
Посёлок находится в северной части Самарской области, в лесостепной зоне, на правом берегу реки Большой Кандабулак, на расстоянии примерно 26 км (по прямой) к северо-востоку от села Елховка, административного центра района. Абсолютная высота — 111 м над уровнем моря.
Климат
Климат характеризуется как умеренно континентальный. Среднегодовая температура воздуха — 4 °С. Средняя температура воздуха самого тёплого месяца (июля) — 26,3 °C (абсолютный максимум — 39 °C); самого холодного (января) — −12,8 °C (абсолютный минимум — −48 °C). Снежный покров держится в течение 150 дней.
Часовой пояс
Посёлок Зорьки, как и вся Самарская область, находится в часовой зоне МСК+1. Смещение применяемого времени относительно UTC составляет +4:00.

## Население
| 2010 | 2011 | 2012 | 2013 | 2014 |
| ---- | ---- | ---- | ---- | ---- |
| 82   | ↗88  | ↗89  | →89  | ↘81  |

Половой состав
По данным Всероссийской переписи населения 2010 года, в гендерной структуре населения мужчины составляли 48,8 %, женщины — соответственно 51,2 %.
Национальный состав
Согласно результатам переписи 2002 года, в национальной структуре населения русские составляли 73 % из 90 чел.